# Edifici del Banc de València (Almassora)
L'Edifici del Banc de València a Almassora, a la comarca de la Plana Alta, és un Bé de Rellevància Local, com consta a la Direcció General de Patrimoni Artístic de la Generalitat Valenciana
Es tracta d'un edifici datat en la primera meitat del segle XX (1931-1936), d'estil eclèctic-historicista. Se situa en una cantonada, entre els carrers Trinitat i Alcora. En ser xamfrà no té façana principal en cap dels dos carrers, sinó que és el mateix xamfrà el que presenta la part exterior més significativa de l'edifici amb una rematada constituïda per un òcul inscrit i flanquejat per un parell de pinacles.
En la seva planta baixa es pot destacar els grans finestrals enreixats. Per la seva banda, en les plantes superiors el volum i presència de l'edifici es veuen reforçats per la presència de dos grans miradors. Presenta també una rica decoració vegetal i tocs decoratius que podien classificar-se dins del llenguatge Decó.